# シェフチェンコ・ウクライナ国家賞
シェフチェンコ・ウクライナ国家賞（ウクライナ語: Національна премія України імені Тараса Шевченка, 英語: Shevchenko National Prize, 別名：シェフチェンコ賞）は、ウクライナにおける文化・芸術分野の最高の国家賞であり、ウクライナの詩人・画家で国民的英雄であるタラス・シェフチェンコにちなんで名付けられた。1961年に創設され、毎年3月9日のシェフチェンコの誕生日にウクライナ大統領により授与される。文学、芸術、音楽、演劇、映画、建築、ジャーナリズムなどの分野で優れた業績を挙げたウクライナ人、ウクライナ系の人々、または外国人に贈られる。ウクライナの文化的アイデンティティと独立性を高める重要な役割を果たしている。
受賞者には金メダル、シェフチェンコの肖像が描かれた証明書、及び賞金（2022年時点で39万7千フリヴニャ、約150万円）が授与される。1962年から2018年までに、個人648名および8つの団体が受賞している。

## 歴史
1961年5月、ソビエト連邦はタラス・シェフチェンコの没後100周年を記念し、ウクライナを含む全ソ連で大規模な祝賀行事を開催した。この時期、ソビエト連邦共産党はシェフチェンコへの国民の愛を利用して「レーニン民族政策の成功」を宣伝したが、ウクライナ人の民族的感情も考慮する必要があった。その結果、1961年5月20日、ウクライナ・ソビエト社会主義共和国の閣僚会議は「シェフチェンコ共和国賞」の設立を決議し、賞の規程やメダル・証明書の仕様を定めた。賞の運営委員会は、オレクシイ・コルニーチュクを議長とし、党幹部やウクライナの著名な文化人によって構成された。
最初の受賞者は1962年3月9日に発表され、文学部門でパヴロ・ティチナ（元最高会議議長）とオレクサンドル・ホンチャル、音楽部門でプラトン・マイボローダが受賞した。1969年4月23日、賞は「ウクライナSSR国家シェフチェンコ賞」に改称された。ソビエト連邦崩壊後の1992年、賞は「タラス・シェフチェンコ名称のウクライナ国家賞」に改められ、1999年9月にウクライナ大統領により現在の「シェフチェンコ国家賞」に再編された。以来、毎年大統領令により受賞者が選ばれている。

## 賞の規程
シェフチェンコ国家賞は、以下の5つの部門で最大5つの賞が毎年授与される：
- 文学（フィクションまたは芸術的文学）
- 文学（ノンフィクション、ドキュメンタリー、科学的批評文学）
- ジャーナリズムおよび叙述ジャーナリズム
- 舞台芸術（演劇、音楽、その他）
- その他の芸術（民俗芸術、視覚芸術）

応募作品は、ウクライナ文化・戦略コミュニケーション省、ウクライナ国立科学アカデミー、ウクライナ芸術アカデミー、ウクライナの芸術家連盟、文学・芸術批評団体により推薦される。ウクライナ市民だけでなく外国人にも授与可能である。選考は3段階のコンクール形式で行われ、特別委員会が候補者を選定後、国家賞勲章委員会を経て大統領に推薦される。
受賞作品は、3段階目の選考に達した場合、2回まで再推薦が可能。応募受付は毎年8月1日から11月1日まで。共同受賞者は著者で3名まで、演奏者で5名までとし、行政・組織・助言的役割の者は受賞者に含まれない。同一人物または団体への複数回授与は認められていない。
賞金は年ごとに大統領により決定され、例えば1962年は2,500ソビエト・ルーブル、2009年は16万フリヴニャ、2022年は39万7千フリヴニャであった。

## 主な受賞者
過去の受賞者には、文学、芸術、映画、建築などの分野でウクライナ文化に貢献した多くの著名人が含まれる。以下は一部の例である：
- 文学：パヴロ・ティチナ（1962年）、オレクサンドル・ホンチャル（ウクライナ語版）（1962年）、レーシャ・ウクライーンカ、ヴァシル・ゼムリャク（1976年、小説『白鳥の群れ』および『緑の風車』）、ミハイロ・コツュービンスキー（ウクライナ語版）、カテリーナ・カールィトコ（ウクライナ語版）（2023年）
- 芸術：イヴァン・マルチュク、カテリーナ・ビリョーク（ウクライナ語版）、アンドリー・イェルモレンコ（ウクライナ語版）（2024年）
- 映画：オレクサンドル・ドヴジェンコ、セルゲイ・パラジャーノフ（1991年、『火の馬』）、イリーナ・ツィリク（ウクライナ語版）（2023年）
- 音楽：プラトン・マイボローダ（ウクライナ語版）（1962年）、ジャマラ（2024年）
- ジャーナリズム：ヴィタリー・ポルトニコフ（ウクライナ語版）（2023年）、実録 マリウポリの20日間制作チーム（2024年）

1964年には、ソビエト連邦の政治的理由により、ソビエト連邦閣僚会議議長のニキータ・フルシチョフが受賞した例もある。

### 近年の受賞者（抜粋）
| 年   | 文学                                         | 文学・芸術批評           | ジャーナリズム                                                                                                  | 音楽 | 演劇 | 視覚芸術                               | 映画                     |
| ---- | -------------------------------------------- | ------------------------ | --- | --- | --- | -------------------------------------- | ------------------------ |
| 2024 | ドミトロ・ラズトキン、ヤリナ・チョルノフーズ | —                        | 実録 マリウポリの20日間制作チーム：エフゲニー・マロレトカ、ムスティスラフ・チェルノフ、ヴァシリサ・ステパネンコ | スサナ・ジャマラディノヴァ（ジャマラ）、カルメラ・ツェプコレンコ                                                                                   | イワン・ウリフスキー、テチアナ・オフシチュク、スザンナ・カルペンコ                                                 | アンドリー・イェルモレンコ             | —                        |
| 2023 | カテリーナ・カールィトコ                     | ミハイロ・ナザレンコ     | ヴィタリー・ポルトニコフ                                                                                        | ホレヤ・コザツカ楽団：タラス・コンパニチェンコ、マクスィム・ベレジュニュク、セヴェリン・ダニレイコ、ヤロスラフ・クリスコ、セルヒー・オフリムチュク | — | —                                      | イリーナ・ツィリク       |
| 2022 | タマラ・ドゥダ                               | フリホリー・フラボヴィチ | スタニスラフ・アセエフ、ミコラ・リャブチュク                                                                    | — | タマラ・トルノヴァ、ナタリア・ヴォロジュビット、ユーリー・ラリオノフ、アンドリー・イサイエンコ、ヴァレリア・ホドス | ミキタ・カダン、ティベリー・シルヴァシ | カテリーナ・ゴルノスタイ |

## 廃止された部門

### 映画部門
1994年にドヴジェンコ・ウクライナ国家賞が創設されるまで、シェフチェンコ国家賞は映画分野でも授与されていた。以下は主な受賞例：
- 1967年：『毒蛇』（監督：ヴィクトル・イフチェンコ）
- 1971年：『コツュビンスキーの家族』（監督：ティモフィー・レフチュク、脚本：オレクサンドル・レヴァダ、俳優：オレクサンドル・ハイ）
- 1977年：『戦場へ行くのは老人だけだ』および『アチ・バチ、兵士が行く』（俳優：レオニード・ブイコフ）
- 1991年：『火の馬』（監督：セルゲイ・パラジャーノフ、撮影：ユーリー・イリエンコ、女優：ラリサ・カドチニコヴァ、美術：ヘオルヒー・ヤクトヴィッチ、追贈）

### 建築部門
1991年にウクライナ建築国家賞が創設されるまで、建築分野でも授与されていた。主な受賞例：
- 1971年：「ウクライナ宮殿」（キーウ、建築家：イェヴヘニア・マリンチェンコ、ペトロ・ジリツキー）
- 1979年：ドミトロ・ヤヴォルニツキー国立歴史博物館複合施設（ドニプロ、建築家：ヴォロディミル・ズイェフほか）
- 1983年：マリインスキー宮殿の修復（キーウ、技術建築家：ヴァディム・フリブチェンコほか）

### 政治的受賞
1964年、ニキータ・フルシチョフ（ソビエト連邦閣僚会議議長）が政治的理由で受賞した異例の例がある。